# 西健亮
西 健亮（にし けんすけ、1980年7月6日 - ）は、日本の男性声優。熊本県出身。アクセント所属。

## 来歴
日本ナレーション演技研究所、映像テクノアカデミア卒業。
以前はアーツビジョンに所属していた。

## 人物
方言は熊本弁。
趣味は読書、音楽鑑賞、お菓子作り、サイクリング。特技はベース、ピアノ。
2022年、声優の織江珠生と結婚。

## 出演
太字はメインキャラクター。

### テレビアニメ
2006年
- DEATH NOTE（素藤、流河旱樹）

2007年
- アイドルマスター XENOGLOSSIA（オペレーター）

2008年
- スキップ・ビート!（社員）
- ソウルイーター（おやじ、アラクノフォビア研究員）
- true tears（男子生徒A、林、おじさんA）
- xxxHOLiC◆継（司会、プロデューサー）
- モノクローム・ファクター（不良）
- 薬師寺涼子の怪奇事件簿（タクシーの運転手、武闘派A、トラック助手席の男、声、生亡者）

2009年
- 大正野球娘。（柳一馬）
- とある科学の超電磁砲（鋼盾掬彦）
- はじめの一歩 New Challenger

2010年
- いちばんうしろの大魔王（タケシ）
- 伝説の勇者の伝説（兵士）
- FORTUNE ARTERIAL 赤い約束（店主）

2011年
- THE IDOLM@STER（黒服E）
- 青の祓魔師（2011年 - 2025年、不良A、湯ノ川先生、稲荷神ウケ、桜井、ペグランタン、ベヒモス 他） - 4シリーズ
- ファイ・ブレイン 神のパズル（マネージャー）
- BLOOD-C（男子生徒）
- よんでますよ、アザゼルさん。（社員A、ヤクザ手下2、アフロ）

2012年
- エウレカセブンAO（ナカムラの部下B）
- エリアの騎士（西尾大作）
- 夏色キセキ（船内放送）
- バトルスピリッツ ソードアイズ（係員、お客、緑スティンガー）

2013年
- 探検ドリランド -1000年の真宝-（青年ゴート）
- 忍たま乱太郎（山賊）
- まんがーる!（客、漫画家、店員）

2016年
- カードファイト!! ヴァンガードG NEXT（早尾アンリ）

2017年
- カードファイト!! ヴァンガードG Z（早尾アンリ）

2019年
- モブサイコ100 シリーズ（2019年 - 2022年、教師） - 2シリーズ
- コップクラフト（ギャーベン）

2021年
- 宇宙なんちゃら こてつくん（2021年 - 2023年、社長、イズミ先生、教材ビデオのナレーション、ひかるの兄）

2023年
- 『FLAGLIA』〜なつやすみの物語〜（ハッシュ）

2025年
- メダリスト（結束博信）
- クレヨンしんちゃん（県庁職員A）

### 劇場アニメ
- 豆富小僧（2011年）
- トワノクオン（2011年、医者、一般兵A）
- 青の祓魔師 ―劇場版―（2012年）

### OVA
- コイ☆セント（2011年、研究員）

### ゲーム
2005年
- SHINSENGUMI〜幕末幻想恋愛奇譚〜（土方歳三）

2007年
- ソウルクレイドル 世界を喰らう者（主人公〈男〉、ジンバルト、ヌトラ）

2009年
- いつかこの手が穢れる時に -SPECTRAL FORCE LEGACY-（ギャリン）
- 剣と魔法と学園モノ。2（セレスティア・男）

2010年
- PANDORA 君の名前を僕は知る（イスパーダ）

2011年
- マスケティア（ルイ）
- The Elder Scrolls V: Skyrim（ハイエルフ男性他）

2012年
- Dishonored

2013年
- コール オブ デューティ ゴースト
- スプリンターセル ブラックリスト（チャーリー・コール）
- レゴシティ アンダーカバー（フランク・ハニー）

2014年
- 零 濡鴉ノ巫女

2015年
- レインボーシックス シージ（バンディット）

2016年
- ミラーズエッジ カタリスト（ノーマッド）

2018年
- 大乱闘スマッシュブラザーズ SPECIAL（幽霊）

2022年
- Ghostwire: Tokyo（伊月暁人）

### ドラマCD
- 恋の心に黒い羽（2008年、結の恋人）

### 吹き替え

#### 担当俳優
ダン・スティーヴンス
- レギオン（2017 - 2019年、デヴィッド・ハラー / レギオン）
- アポストル 復讐の掟（2018年、トーマス）
- 野性の呼び声（2020年、ハル）
- ルーシー・イン・ザ・スカイ（2020年、ドルー）

パトリック・J・アダムス
- SUITS/スーツ（2012年 - 2020年、マイク・ロス）
- ローズマリーの赤ちゃん〜パリの悪夢〜（2014年、ガイ・ウッドハウス）
- レジェンド・オブ・トゥモロー（2017年、レックス・タイラー / アワーマン）

#### 映画
2009年
- D-WARS ディー・ウォーズ
- トランスバトラー

2010年
- アルティメット2 マッスル・ネバー・ダイ
- サブウェイ123 激突（デルガド〈ラモン・ロドリゲス〉）
- ハート・ロッカー
- バッド・ルーテナント（チャベス）
- ラブリーボーン
- メモリー・キーパーの娘

2011年
- X-MEN:ファースト・ジェネレーション（ショーン・キャシディ / バンシー〈ケイレブ・ランドリー・ジョーンズ〉）
- 世界侵略: ロサンゼルス決戦
- マイ・ビッグ・ファット・ドリーム

2012年
- アジョシ（マンソク弟〈キム・ソンオ〉）
-  トータル・リコール（捜索隊リーダー）
- トランジット（エバース〈ライアン・ドノフー〉）
- ピザボーイ 史上最凶のご注文
- 秘密のラジオ・ガール（ゲイブ〈アッティカス・ミッチェル〉）

2013年
- アウトロー（ジェブ〈ジョシュ・ヘルマン〉）
- グレッグのダメ日記3
- 6TRAP（カイル）
- 地球、最後の男（ブリッグス）

2014年
- アルビン2 シマリス3兄弟 vs. 3姉妹（サンダー）
- 呪怨 ザ・グラッジ3（アンディ）

2015年
- テスター・ルーム（ブライアン・マクニール〈サム・クラフリン〉）
- ブラック・シー（ダニエルズ〈スクート・マクネイリー〉）
- ポルターガイスト

2016年
- 博士と彼女のセオリー（ブライアン〈ハリー・ロイド〉）
- ベルヒカ（デイヴィー〈ボリス・ヴァン・セヴェレン〉）

2017年
- エブリバディ・ウォンツ・サム!! 世界はボクらの手の中に（ジェイク〈ブレイク・ジェンナー〉）
- 黄金のアデーレ 名画の帰還（ランディ・シェーンベルク〈ライアン・レイノルズ〉）
- クリスマスがくれたもの（ジェイク〈ジェイク・レイシー〉）　
- ネバー・サレンダー 肉弾乱撃（アロンゾ〈ボー・ダラス〉）
- 必殺処刑チーム（ブロディ・ウォーカー〈コディ・ハックマン〉）※オンデマンド配信版
- レヴェナント: 蘇えりし者（ジム・ブリジャー〈ウィル・ポールター〉）
- エフィー・グレイ（エヴァレット・ミレー〈トム・スターリッジ〉）

2018年
- 災厄の家（イーサン〈トーマス・マン〉）
- ビリー・リンの永遠の一日（ビリー・リン〈ジョー・アルウィン〉）

2019年
- アイアン・スカイ
- イコライザー2（デイブ・ヨーク〈ペドロ・パスカル〉）
- 呪われた死霊館（ジャクソン〈ベン・ロイド＝ヒューズ〉）

2020年
- アルフ ファイナル・スペシャル（警備〈ウィリアム・キーン〉、SP、テレビ男4、警察無線男、D手下）
- オールド・ガード（メリック〈ハリー・メリング〉）
- ブロックアイランド海峡（ハリー〈クリス・シェフィールド〉）

2021年
- サイトレス（クレイトン〈アレクサンダー・コック〉）
- 死霊館 悪魔のせいなら、無罪。（アーニー・ジョンソン〈ルアイリ・オコナー〉）

2022年
- ウィークエンド・アウェイ（ロブ〈ルーク・ノリス〉）
- パラノーマル・アクティビティ7（サミュエル〈ヘンリー・エアーズ＝ブラウン〉）

2023年
- ザ・ディープ・ハウス（ベン〈ジェームズ・ジャガー〉）
- 私は世界一幸運よ（ディーン〈アレックス・バロン〉）
- ヘンリー・シュガーのワンダフルな物語（Z・Z・チャテルジー〈デヴ・パテル〉）
- 毒（ウッズ〈デヴ・パテル〉）

2024年
- ブラックベリー（マイク・ラザリディス〈ジェイ・バルチェル〉）
- チャレンジャーズ（アート・ドナルドソン〈マイク・ファイスト〉）
- スノーマンに恋して（ジャック〈ダスティン・ミリガン〉）
- JOY: 奇跡が生まれたとき（アルン〈リッシュ・シャー〉）

2025年
- ヴェンジェンス/復讐（クエンティン・セラーズ〈アシュトン・カッチャー〉）

#### ドラマ
2008年
- オンエアー（クォン・オソク）
- ユーリカ シーズン3（デレク・バウアーズ）

2019年
- 善徳女王（コクサンフン）

2010年
- iCarly
- 鉄の王 キム・スロ
- HAWAII FIVE-0
- BONES シーズン4 #18（リチャード）

2011年
- 続ハリーズ・ロー 裏通り法律事務所
- ドリームハイ
- NIKITA / ニキータ

2012年
- 美男〈イケメン〉ラーメン店（キム・バウル〈パク・ミヌ〉）
- キング 〜Two Hearts（ウン・シギョン〈チョ・ジョンソク〉）
- SHERLOCK（シャーロック）2
- スキップ・ビート! 〜華麗的挑戦〜（不破尚〈ドンヘ〉）
- PERSON of INTEREST 犯罪予知ユニット
- ボルジア家 愛と欲望の教皇一族
- 屋根部屋のプリンス（ヨン・テム〈イ・テソン〉）
- ラブレイン

2013年
- ニュースルーム
- CSI:ニューヨーク
- CSI:マイアミ
- スパルタカス ゴッド・オブ・アリーナ
- スパルタカスII
- ボードウォーク・エンパイア2 欲望の街
- となりの美男＜イケメン＞（ハン・テジュン〈キム・ジョンサン〉）
- 馬医（クォン・ソクチョル〈イン・ギョジン〉）
- 武神（キム・ヤクソン〈イ・ジュヒョン〉）
- プロポーズ大作戦 〜Misson to Love

2014年
- グッド・ワイフ3
- クリミナル・マインド 特命捜査班レッドセル
- チャームド 〜魔女3姉妹〜
- ホワイトチャペル3 終わりなき殺意

2015年
- クリミナル・マインド7 FBI行動分析課
- コバート・アフェア シーズン2

2016年
- キャッスル 〜ミステリー作家は事件がお好き シーズン3 #14
- STARTUP スタートアップ（ニック・タルマン〈アダム・ブロディ〉）

2017年
- 救命医ハンク セレブ診療ファイル
- 流星剣侠伝 大人物（柳風呉）
- 私に嘘をついてみて（ヒョン・サンヒ〈ソンジュン〉）
- 私はラブ・リーガル
- グッド・ガールズ! 〜NY女子のキャリア革命〜（ダグ〈ハンター・パリッシュ〉）
- Misfits/ミスフィッツ-俺たちエスパー!（サイモン〈イワン・リオン〉）
- レイヴン 〜少女とポニーの物語〜（ピン）

2018年
- マジシャンズ（クエンティン・コールドウォーター〈ジェイソン・ラルフ〉）
- 七日の王妃（イ・ヨク〈ヨン・ウジン〉）
- THE INNOCENTS/イノセンツ（ハリー・ポルク〈パーセル・アスコット〉）

2019年
- エデンの東（パンジャ）
- ゴシップガール（パトリック・ロバーツ〈サイモン・ミラー〉）
- ユニークライフ（サム・ガードナー〈キーア・ギルクリスト〉）※シーズン2〜

2020年
- ドラキュラ伯爵（ジョナサン・ハーカー〈ジョン・ヘファーマン〉）
- アウターバンクス（ジョン・B〈チェイス・ストークス〉）

2021年
- ホント無理だから（ジェイミー〈シン・ヒョンスン〉）
- マイ・プリンセス（ナム・ジョンウ〈リュ・スヨン〉）

2022年
- マダム・セクレタリー（ジェイ・ホイットマン〈セバスチャン・アーセラス〉）
- ザ・クラウン シーズン5（ボランド）

2023年
- ホアキン・ムリエタの首（カリーリョ〈アレハンドロ・シュパイツァー〉）
- ラザロ・プロジェクト 時を戻せ、世界を救え!（シヴ〈ルディ・ダーマリンガム〉）
- 私たちの人生レース（リュ・ジェミン〈ホン・ジョンヒョン〉）
- スティル・アップ～眠れないふたり～（アダム〈ルーク・フェザーストン〉）

2024年
- ジャック・リーチャー -正義のアウトロー- シーズン2（デイヴィッド・オドネル〈ショーン・サイポス〉）
- ウリカ ～パリ郊外暴動事件の裏で～（ドリス〈アダム・ベッサ〉）
- NCIS: シドニー（ピエロ / ヤロスラフ・ウートキン）
- フェロー・トラベラーズ（ティム・ラフリン〈ジョナサン・ベイリー〉）
- 理想のふたり（ベンジー・ウインバリー〈ビリー・ハウル〉）

#### アニメ
- ファンタスティック Mr.FOX（アッシュ・フォックス）

### 特撮
- ウルトラマン ニュージェネレーション スターズ（2023年 - 2025年、エディオムの声、謎の球体の声） - 3シリーズ[一覧 3]

### ラジオ
※はインターネット配信。
- ラジオ ヴァンガードG NEXT（2016年 - 2017年、ラジオ大阪・HiBiKi Radio Station※）[33]
- ラジオ ヴァンガードG Z（2018年 、ラジオ大阪・HiBiKi Radio Station※）

### シリーズ一覧
1. ↑  第1期（2011年）、第2期『京都不浄王篇』（2017年）、第3期『島根啓明結社篇』（2024年）、第4期『終夜篇』（2025年）
2. ↑  第2期『II』（2019年）、第3期『III』（2022年）
3. ↑  第1期（2023年）、第2期（2024年）、第3期（2025年）